# Cesáreo Quezadas
Cesáreo Quezadas Cubillas (Ciudad de México, 18 de diciembre de 1950) es un actor mexicano. 

## Biografía y carrera

### Primeros años
Cesáreo Quezadas Cubillas nació el 18 de diciembre de 1950 en Ciudad de México.

### Trayectoria actoral
Cesáreo Quezadas Cubillas debutó en el cine a la edad de siete años en una película de René Cardona llamada Pulgarcito en la que se reedita el famoso cuento del escritor francés Charles Perrault. A raíz del éxito de su interpretación y ya conocido con el sobrenombre de «Pulgarcito» protagonizó otras tantas películas de René Cardona, Miguel M. Delgado y Agustín P. Delgado. 
En 1961, el director de cine Luis Lucía lo llevó a España para protagonizar la película, Ha llegado un ángel. Para 1966, estelarizó en dos cintas, Duelo de pistoleros y El falso heredero.

### Decadencia y delincuencia
Sus últimas cintas supusieron la decadencia total de su carrera como actor, ya que únicamente le daban papeles secundarios y cameos, situación que lo llevó a convertirse en un delincuente, al perpetrar un atraco el 20 de enero de 1971 con el rostro cubierto con un pasamontañas y portando una pistola, ese día el actor entró inadvertidamente a una zapatería llamada «El Taconazo» con el fin de asaltar a las personas que se encontraban dentro del lugar. Durante la realización de este crimen, una mujer se desmayó, y al creer que esta había muerto, Quezadas dejó que la policía lo aprehendiera y lo llevara a la Procuraduría del entonces conocido Distrito Federal, hoy Ciudad de México. Ahí fue interrogado y confesó su delito. Luego de este incidente, se le dio la oportunidad de aparecer en la película Nosotros los feos de 1973, la cual marcaría su última participación en el mundo del cine y en el medio artístico.

### Rehabilitación, prisión y libertad
Una vez rehabilitado y junto a su primera esposa, Beatriz, monta una empresa de impresión. De este primer matrimonio son sus cuatro hijos César, Marisol, Mariana y Beatriz. Posteriormente mantiene una aventura con su secretaria, Claudia, y su mujer presenta una demanda de divorcio voluntario acusándolo de adulterio. De su segundo matrimonio son sus hijos Gridley y Guillermo, pero su relación con Claudia se volvió tormentosa y esta, diseñadora y fotógrafa, termina descubriendo un video de Quezadas abusando sexualmente de su hija Mariana. El 30 de abril de 2002, un juez de la ciudad de Mérida (Yucatán), lo condena a 20 años de prisión, fue liberado el 14 de marzo de 2021.

## Filmografía
| Año  | Título                                       |
| ---- | -------------------------------------------- |
| 1957 | Pulgarcito                                   |
| 1959 | Mi niño, mi caballo y yo                     |
| 1959 | El sordo                                     |
| 1959 | Angelitos del trapecio                       |
| 1959 | Santa Claus                                  |
| 1960 | Aventuras de Joselito en América             |
| 1960 | El dolor de pagar la renta                   |
| 1961 | El globero                                   |
| 1961 | Ha llegado un ángel                          |
| 1962 | La banda de los ocho                         |
| 1962 | Caperucita y Pulgarcito contra los monstruos |
| 1962 | ¿Chico o chica?                              |
| 1966 | Duelo de pistoleros                          |
| 1966 | El falso heredero                            |
| 1970 | Faltas a la moral                            |
| 1970 | La agonía de ser madre                       |
| 1973 | Nosotros los feos                            |